# سن-برنار-دو-میشودویل، کبک
سن-برنار-دو-میشودویل (به فرانسوی: Saint-Bernard-de-Michaudville) شهری در منطقه شهری له ماسکوتن ناحیه مونترژی در استان کبک کانادا است. در سرشماری سال ۲۰۱۱ این شهر ۵۸۱ نفر جمعیت داشته‌است و مساحت آن ۶۴٫۸ کیلومتر مربع است.